# Šport u 1988.
◄◄ | ◄ | 1985. | 1986. | 1987. | 1988.  | 1989. | 1990. | 1991. | ► | ►►
Arhitektura • Astronautika • Astronomija • Biologija • Film • Fotografija • Glazba • Kazalište • Kemija • Kiparstvo • Knjige • Književnost • Kršćanstvo • Meteorologija • Medicina • Planinarstvo • Politika • Pravo • Promet • Slikarstvo • Strip • Šport • Televizija • Znanost • Zrakoplovstvo • Željeznički promet
Šport u 1988.

## Svijet

### Natjecanja

#### Svjetska natjecanja
- Od 17. rujna do 2. listopada – XXIV. Olimpijske igre – Seul 1988.

#### Kontinentska natjecanja

##### Europska natjecanja
- Od 10. do 25. lipnja – Europsko prvenstvo u nogometu u SR Njemačkoj: prvak Nizozemska

### Osnivanja
- KRC Genk, belgijski nogometni klub

## Hrvatska i u Hrvata

### Smrti
- 5. lipnja – Vilim Messner, hrvatski atletičar (* 1904.)

## Vanjske poveznice
|  | Zajednički poslužitelj ima još gradiva o temi Šport u 1988. |